# رونالد جي. دوغلاس
رونالد جي. دوغلاس (بالإنجليزية: Ronald G. Douglas)‏ هو رياضياتي أمريكي، ولد في 10 ديسمبر 1938 في أوسغود في الولايات المتحدة، وتوفي في 27 فبراير 2018.

## وصلات خارجية
- الموقع الرسمي
- رونالد جي. دوغلاس على موقع ديسكوغز (الإنجليزية)